# Atazanavir
Atazanavir, na tržišču pod zaščitenim imenom Reyataz, je protivirusno zdravilo, ki se uporablja za zdravljenje in preprečevanje okužbe s HIV/aidsom. Pri zdravljenju okužbe s HIV se uporablja v kombinaciji z drugimi protivirusnimi zdravili. Za namene zaščite po izpostavitvi, torej preprečitve okužbe po izpostavljenosti viru okužbe, na primer pri vbodu z okuženo iglo, se prav tako uporablja v kombinaciji z drugimi zdravili. Uporablja se peroralno (z zaužitjem), enkrat na dan.
Pogosti neželeni učinki zdravila so glavobol, slabost, zlatenica, bolečina v trebuhu, nespečnost in vročina. Med hude neželene učinke spadata izpuščaj (vključno z multiformnim eritemom) in povišan krvni sladkor. Atazanavir velja za varno zdravilo pri uporabi med nosečnostjo. Spada v skupino zaviralcev proteaz in zavira delovanje virusnega encima HIV-proteaze.
Uporabo atazanavirja v klinične namene so odobrili v ZDA leta 2003. Uvrščen je na seznam osnovnih zdravil Svetovne zdravstvene organizacije, ki zajema najpomembnejša zdravila, potrebna za zagotavljanje osnovne zdravstvene oskrbe.